# Холмская икона Божией Матери
Хо́лмская икона Божией Матери — икона Богородицы, почитаемая чудотворной православными и католиками. Долгие годы в XX веке икона считалась утраченной. С 1996 года икона находится в Музее волынской иконы в городе Луцке на Украине. Празднование Холмской иконы совершается в Русской церкви 8 сентября по юлианскому календарю (21 сентября по новому стилю).
Икона Холмской Божией Матери является редким памятником византийской живописи иллюзионистического стиля и написана на рубеже XI—XII веков, по другим сведениям – в первой трети XIII века. На конец XX века считается самой древней иконой на Украине.
Написана на трёх кипарисовых досках. На иконе изображена Богородица, которая держит на правой руке младенца Иисуса, благословляющего правой рукой, а левой рукой держащего свиток. По своему художественному уровню может быть сопоставима с Владимирской иконой Божией Матери. Икона сохранила около 70% изначальной авторской живописи. Размер иконы — 95,5 х 66,5 см.
Рассказы о чудесах, произошедших перед иконой, собраны в книге архимандрита Иоаникия Голятовского «Новое небо».

## История

### В X—XIX веках
Согласно местному преданию, которое было записано епископом Яковом Сушей, икона Холмской Богоматери была написана евангелистом Лукой и позже привезена на Русь во времена князя Владимира Святославича.
Первое письменное упоминание о Богородице Холмской находится в Галицко-Волынской летописи. Икону Божией Матери, которую позже назовут Холмской, князь Даниил Романович Галицкий привёз ориентировочно в 1223 году из Киева в основанный им город Холм (ныне Хелм в Польше).
В древности эта икона была украшена драгоценной ризой из литого золота и эмали византийской работы. В 1261 году во время нашествия Бурундая с неё была снята риза, а сама икона была потеряна. Только через 100 лет после разрушения Холма святая икона была обретена во время раскопок и торжественно установлена в восстановленном холмском соборе. До настоящего времени сохранились следы, оставленные татарскими воинами: на левом плече Богоматери — от удара саблей и на правой руке — от стрелы. По преданию татары, грабившие храм, были немедленно наказаны: они ослепли.

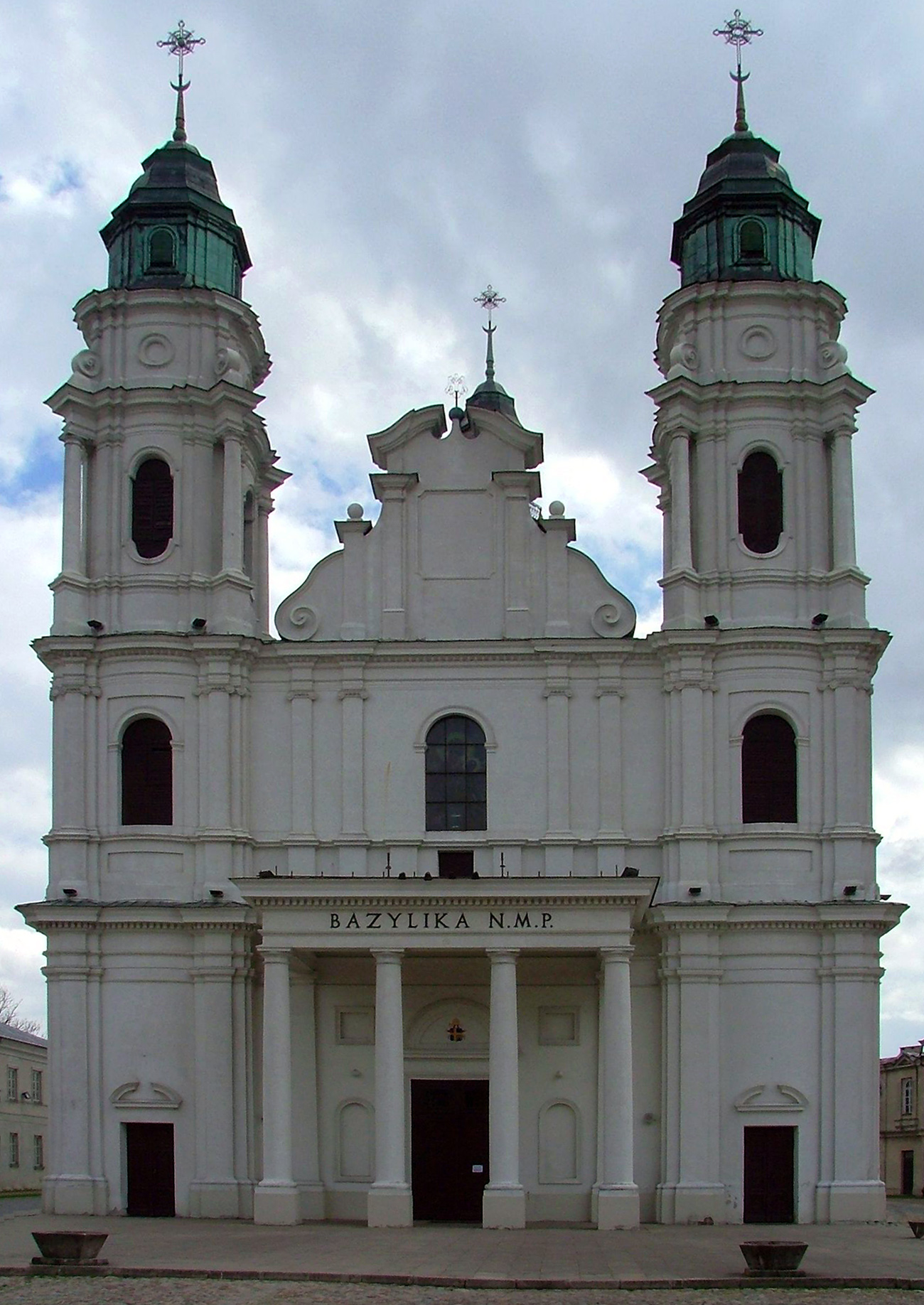
Базилика Рождества Пресвятой Девы Марии в Холме (арх. Паоло Фонтана, в прошлом — униатский кафедральный собор)

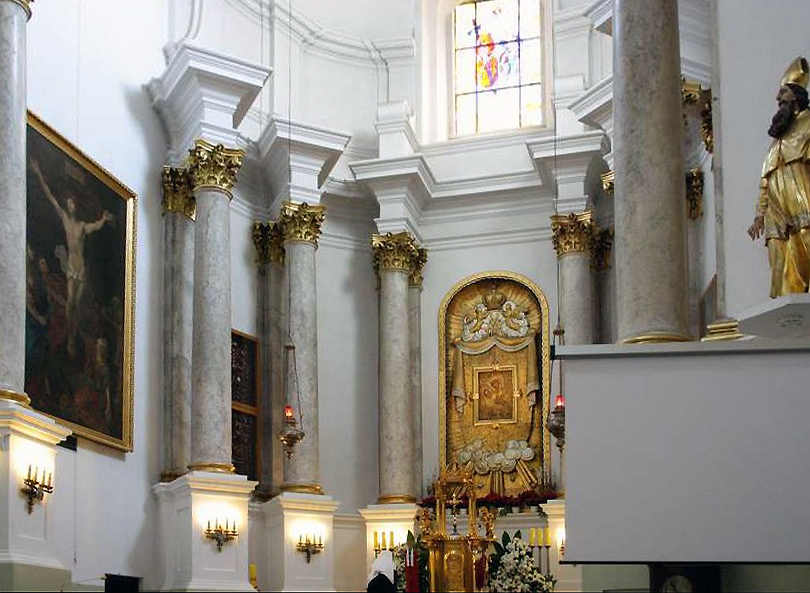
Список с иконы в Базилике Рождества Пресвятой Девы Марии в Холме (Хелм)

С переходом холмского епископа в 1596 году в унию с католицизмом, холмский собор и икона оказались в руках униатов. В 1650 году, во время восстания под предводительством Богдана Хмельницкого на Украине, униаты были вынуждены вернуть икону православному епископу Дионисию Балабану согласно Зборовскому соглашению. В 1651 польский король Ян-Казимир взял Холмскую икону на войну против казаков. Победу над казаками в битве под Берестечком Ян-Казимир приписывал помощи Богоматери, Холмская икона которой была с ним в походе. Некоторое время икона была выставлена в Варшаве в часовне королевского дворца, где оставалась до 1652 года. В благодарность за помощь на войне король возобновил в Холме униатскую кафедру и передал ей икону. 29 апреля 1652 года икона была установлена в соборе города Холма. Однако в битве под Жванцем польское войско потерпело поражение, и польский король охладел к иконе. После этого образ был возвращен в холмский униатский собор.
В XVIII веке икону официально признали чудотворной. В 1765 году образ Богородицы с младенцем Иисусом был коронован золотыми коронами римским папой.
В 1875 году Холмскую униатскую епархию присоединили к Русской православной церкви, а в 1878 году икону торжественно перевезли в собор Пресвятой Богородицы. 2 сентября 1888 года перед Холмской Богородицей молилась царская семья.

### В XX веке

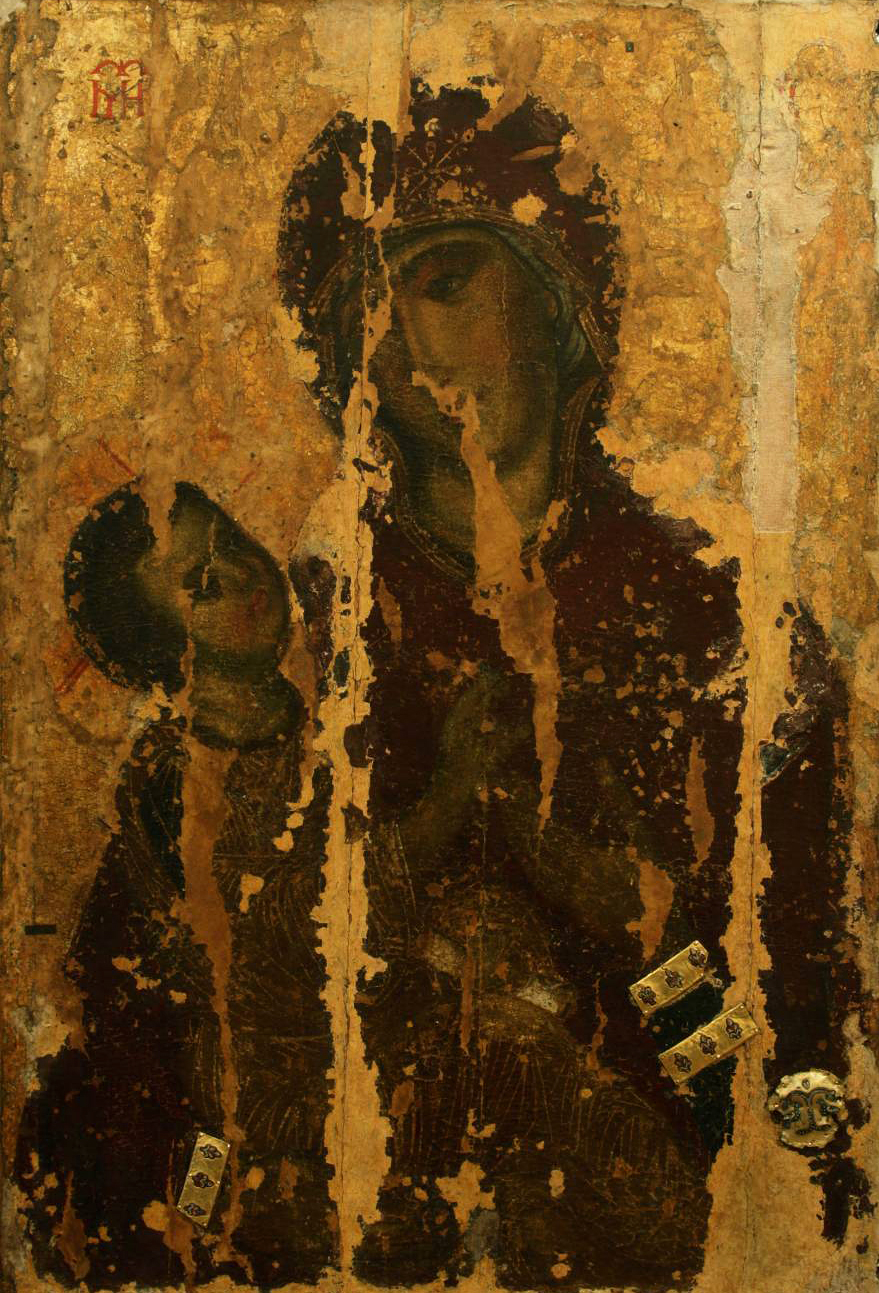
Холмская икона Божией Матери

Во время Первой мировой войны в 1914 году икону вывезли в Москву, а в 1918 году в Киев во Флоровский монастырь. С 1920-х годов по 1942 год образ Богородицы христиане прятали от НКВД в своих киевских квартирах. 27 сентября 1943 с большими почестями образ Богородицы вернулся в кафедральный собор Холма.
В 1944 году митрополит Иларион (Огиенко) решил уехать на Запад и забрал икону с собой, но под Люблином его обоз попал под бомбардировку, однако образ был спасён Илларией Михайловной Булгаковой (1891—1982), кузиной писателя Михаила Булгакова, которая, рискуя собственной жизнью, вынесла икону в поле. После этого икона была возвращена в Луцк.
В 1945 году семья хранителя иконы митрофорного протоиерея Гавриила Коробчука была вынуждна уехать на Украину, где образ сохранялся его семьей в полном секрете вплоть до 1996 года. Гавриил Коробчук завещал передать икону в одну из православных конфессий, но, по некоторым сведениям, та от неё отказалась, сославшись на то, что она униатская. В 1996 году дочь Гавриила Коробчука Надежда Коробчук (Горлицкая) по совету заведующего Луцкой картинной галереи Николая Черенюка отдала её на реставрацию реставраторам Музея Волынской иконы — Анатолию Квасюку и Елене Романюк. Единственным условием хранительницы в то время было — полное сохранение тайны. Согласно завещанию семьи Коробчук-Горлицких икона не может покидать пределы Луцка.
Когда икона прибыла на реставрацию она была в аварийном состоянии. При реставрации икона была в основном раскрыта, освобождена от грубых записей масляной краской, основа и красочный слой были укреплены. Анатолий Квасюк за свою работу был удостоен ордена Святого равноапостольного князя Владимира 2 степени УПЦ (МП).
Когда в августе 2000 года первый этап реставрационных работ был завершен, члены Волынского общества «Холмщина» пришли к выводу, что необходимо обнародовать икону. Было решено передать икону в собственность государства. 
19 сентября 2000 года впервые за многие годы Холмская икона была выставлена для широкой общественности в Музее волынской иконы, где находится и в настоящее время.

## Фрагменты иконы
|                         |  |                |  | |
| Лик Богомладенца Иисуса |  | Лик Богородицы |  | Золотые накладки (пряжки на рукавах мафория Богородицы); справа видны отверстия, вызванные креплением к древку во времена Яна-Казимира, когда икона использовалась как штандарт |